# Монтеросо ал Маре
Монтеросо ал Маре (итал. Monterosso al Mare) је насеље у Италији у округу Ла Специја, региону Лигурија.
Према процени из 2011. у насељу је живело 1372 становника. Насеље се налази на надморској висини од 12 м.

## Становништво
Према резултатима пописа становништва 2011. у општини је живело 1.481 становника.
| 1931. | 1936. | 1951. | 1961. | 1971. | 1981. | 1991. | 2001. | 2011. |
| ----- | ----- | ----- | ----- | ----- | ----- | ----- | ----- | ----- |
| 1.961 | 1.991 | 2.071 | 1.936 | 1.922 | 1.840 | 1.951 | 1.571 | 1.481 |

## Партнерски градови
- Saint-Genès-Champanelle
- Калминц